# From Genesis to Revelation
1969. március 7-én jelent meg a Genesis első albuma, a From Genesis to Revelation. Az albumot az Egyesült Királyságban a Decca Records, az USA-ban a London Records adta ki. Producere Jonathan King volt, aki 1967-ben felfedezte az együttest, amikor annak tagjai még a Charterhouse School diákjai voltak (King is abba az iskolába járt).
A Genesist 1967 elején Peter Gabriel, Tony Banks, Mike Rutherford és Anthony Philips alapította, ám nem volt dobosuk. Egyik demófelvételük felkeltette King érdeklődését, aki szárnyai alá vette a még tapasztalatlan együttest; dobosuk szintén az iskola egyik tanulója, Chris Stewart lett, vele vették fel első kislemezüket, a The Silent Sun című dalt. Hogy elnyerjék King támogatását, a dalt „Bee Gees utánzat”-ként írták le. A dalt 1968 februárjában a Decca Records – többek között a The Rolling Stones akkori kiadója – jelentette meg, de nem hozta meg a várt sikert. Három hónappal később jelent meg a következő kislemez, az A Winter's Tale, de az sem bizonyult sikeresebbnek. Ennek ellenére King úgy gondolta, hogy a legcélravezetőbb megoldás egy Genesis-album kiadása lenne. Miután Chris Stewart helyére John Silver került, King arra utasította az együttes tagjait, hogy írjanak egy albumnyi dalt a Biblia alapján. A felvételek 1968 augusztusában – az iskolai szünet idején – készültek, később pedig vonósokkal és rézfúvósokkal egészítették ki őket – az együttes nem kis bosszúságára. A felvételek idején az együttes tagjainak életkora 16 és 18 év között mozgott, egyikük sem tekintette magát hivatásos zenésznek és stúdiómunkához kapcsolódó tapasztalataik is alig voltak.
A From Genesis to Revelation több, mint fél évvel később jelent meg, fekete borítóban, a bal felső sarokban az album címével. Az üzletekben jobb híján a vallási albumok közé sorolták, így szinte lehetetlen volt rátalálni. Eleinte mindössze 600 darabot adtak el belőle. Miután az együttes híres lett, a From Genesis to Revelation 1974-ben az amerikai lemezeladási lista 170. helyéig jutott.
A címet kivéve az együttes neve sehol sem szerepelt a borítón, mert a Decca felfedezett egy szintén Genesis nevű, alig ismert amerikai zenekart és arra kérte a brit együttest, hogy változtassanak nevet. Mondani sem kell, hogy King nem fogadta el az ajánlatot. Valószínűleg arról az amerikai együttesről volt szó, melynek In The Beginning című albumát a Mercury Records adta ki 1968-ban.
A Genesis hamarosan szakított Kinggel és a Decca Recordsszal, hogy saját útjukat járják. Bár King tapasztalt volt és „piacképesebbé” akarta tenni az együttest, a tagok nem nézték jó szemmel, hogy háttérbe szorítja újabb, hosszabb, összetettebb kompozícióikat. Az együttes 1969 őszén vált hivatásossá. John Silver helyét John Mayhew vette át, és már vele vették fel 1970-es évekbeli albumaik előképét, a Trespasst. Új kiadójuk a Charisma Records lett.
A From Genesis to Revelationt azóta több kisebb kiadó is megjelentette – különböző borítókkal és akár különböző címekkel is.

## Az album dalai
Minden dalt Tony Banks és Peter Gabriel írt, kivéve, ahol a szerzők jelölve vannak.
1. Where the Sour Turns to Sweet – 3:16
2. In the Beginning (Peter Gabriel – Anthony Phillips) – 3:44
3. Fireside Song (Tony Banks – Anthony Phillips – Mike Rutherford) – 4:58
4. The Serpent – 3:58
5. Am I Very Wrong? – 3:31
6. In the Wilderness (Tony Banks – Peter Gabriel – Anthony Phillips – Mike Rutherford) – 3:39
7. The Conqueror – 3:22
8. In Hiding (Peter Gabriel – Anthony Phillips) – 2:38
9. One Day – 3:21
10. Window (Anthony Phillips – Mike Rutherford) – 3:33
11. In Limbo (Tony Banks – Peter Gabriel – Anthony Phillips – Mike Rutherford) – 3:30
12. The Silent Sun – 2:13
13. A Place to Call My Own (Peter Gabriel – Anthony Phillips) – 1:59

## Közreműködők
- Peter Gabriel – ének, ütőhangszerek
- Anthony Phillips – gitár, vokál
- Tony Banks – billentyűs hangszerek, gitár, vokál
- Mike Rutherford – basszusgitár, gitár, vokál
- John Silver – dob, ütőhangszerek, vokál (kivéve a The Silent Sun című dalban)
- Chris Stewart – dob, ütőhangszerek (The Silent Sun)